# Knajka
Knajka je potok v Polsku, ve Slezském vojvodství, okrese Těšín, protéká historickým územím Těšínského Slezska. Potok je dlouhý 17 nebo 19 km, je levobřežním přítokem řeky Visly, do které se vlévá ve gmině Strumeň.
Pramen potoka se nachází v nadmořské výšce 354 m na severozápadních svazích kopce Chełm (464 m n. m.) v západní části obce Hodišov, kde dvě větve se po dvou stech metrech slévají v jeden tok. Protéká vesnicemi Ohrazená, Kostkovice, Dubovec, Pruchná, Ochaby, Drahomyšl-Knaj a Bonkov.